# Bluff (film 1916)
Bluff  è un lungometraggio statunitense di fantascienza del 1916 diretto da Rae Berger.

## Trama
Louie, un ex custode di un edificio di New York, si trasferisce a Solemn dove cerca una formula per ottenere oro da altri metalli mischiando a caso sostanze chimiche; un giovane milionario, per impressionare una ragazza di cui si è innamorato, venuto a sapere delle ricerche di Louie, si mette in società con lui e lo convince a tornare a New York dove, bluffando, interessano un ricco investitore di Wall Street alla loro proposta. Dopo molte difficoltà trovano una formula per realizzare pneumatici di gomma che non si fora diventando così ricchi.